# Moros (község)
Moros egy község Spanyolországban,  Zaragoza tartományban. Moros Villalengua, Cervera de la Cañada és Ateca községekkel határos. Lakosainak száma 269 fő (2024).

## Népesség
A település népessége az utóbbi években az alábbiak szerint változott:
| Lakosok száma | 521  | 512  | 469  | 481  | 441  | 406  | 364  | 343  | 299  | 269  |
|               | 2001 | 2004 | 2007 | 2009 | 2012 | 2014 | 2017 | 2019 | 2022 | 2024 |